# Alexander Wiktorowitsch Kostoglod
Alexander Wiktorowitsch Kostoglod (russisch Александр Викторович Костоглод; * 31. Mai 1974 in Rostow am Don) ist ein ehemaliger russischer Kanute.

## Erfolge
Alexander Kostoglod nahm viermal an Olympischen Spielen teil. Sein Olympiadebüt gab er 1992 in Barcelona für das Vereinte Team und trat im Einer-Canadier über 1000 Meter an. Als Dritter seines Vorlaufs gelang ihm die Qualifikation für das Halbfinale, in dem er schließlich als Fünfter seines Laufs ausschied. Seine zweite Olympiateilnahme erfolgte erst im Jahr 2000 in Sydney, fortan unter russischer Flagge. Mit Alexander Kowaljow trat er im Zweier-Canadier in zwei Wettbewerben an und erreichte in beiden den Endlauf. Über 500 Meter belegten sie mit einer Rennzeit von 2:00,134 Minuten den sechsten Platz. Etwas erfolgreicher verlief der Wettkampf auf der 1000-Meter-Strecke, auf der sie ihren Vorlauf zunächst gewannen, im Finale dann aber als Vierte knapp einen Medaillengewinn verpassten. Um 14 Hundertstelsekunden mussten sie sich den drittplatzierten Deutschen Stefan Uteß und Lars Kober geschlagen geben.
Bei den Olympischen Spielen 2004 in Athen bildeten Kostoglod und Kowaljow erneut eine Mannschaft über 500 und 1000 Meter. Auf der 500-Meter-Distanz zogen sie als Dritte des Vorlaufs direkt ins Finale ein, das sie ebenfalls auf dem dritten Rang beendeten. Die siegreichen Chinesen Meng Guanliang und Yang Wenjun waren 17 Hundertstelsekunden und die zweitplatzierten Kubaner Ibrahim Rojas und Ledis Balceiro 9 Hundertstelsekunden schneller als die beiden Russen gewesen, die damit die Bronzemedaille gewannen. Über 1000 Meter gelang ihnen als Vorlaufzweite die direkte Finalqualifikation. Nach 3:42,990 Minuten überquerten sie knapp 0,2 Sekunden hinter Christian Gille und Tomasz Wylenzek aus Deutschland, aber vor den Ungarn György Kozmann und György Kolonics mit einem Vorsprung von knapp 0,1 Sekunden als Zweite die Ziellinie und sicherten sich die Silbermedaille. Vier Jahre darauf trat Kostoglod bei den Spielen in Peking in den beiden Wettbewerben im Zweier-Canadier mit Sergei Ulegin an. Dank eines dritten Platzes im Vorlauf erhielten sie über 1000 Meter einen Startplatz im Finale, in dem sie jedoch nicht über den achten Platz hinaus kamen. Über 500 Meter belegten sie im Vorlauf hinter Meng Guanliang und Yang Wenjun den zweiten Platz und wiederholten diese Platzierung auch im anschließenden Endlauf. Sie erreichten 0,26 Sekunden hinter den Chinesen als Zweite das Ziel. Dritte wurden Christian Gille und Tomasz Wylenzek, die 0,7 Sekunden nach Ulegin und Kostoglod ins Ziel kamen.
Insgesamt 17 Medaillen gewann Alexander Kostoglod bei Weltmeisterschaften. 1993 belegte er in Kopenhagen mit dem Vierer-Canadier über 500 und über 1000 Meter jeweils den zweiten Platz. Ein Jahr später wurde er in Mexiko-Stadt im Vierer-Canadier über 200 Meter erstmals Weltmeister. Bei den Weltmeisterschaften 1997 in Dartmouth gewann er im Vierer-Canadier über 500 Meter die Silber- und über 1000 Meter die Bronzemedaille. In Szeged gelang ihm 1998 im Zweier-Canadier über 1000 Meter mit Alexander Kowaljow sein zweiter Titelgewinn. Darüber hinaus belegte er im Vierer-Canadier über 200 Meter Rang drei. 1999 wurde er in Mailand auch im Zweier-Canadier mit Alexander Kowaljow über 500 Meter Dritter, während er über 1000 Meter Weltmeister wurde. Es folgte 2001 in Posen der Gewinn der Bronzemedaille im Vierer-Canadier über 200 Meter. Seinen vierten Weltmeistertitel gewann Kostoglod 2002 in Sevilla, als er im Vierer-Canadier auf der 200-Meter-Strecke Erster wurde. Darüber hinaus sicherte er sich im Zweier-Canadier mit Sergei Ulegin über 500 Meter Bronze. Ebenfalls im Zweier-Canadier, diesmal über 1000 Meter und mit Alexander Kowaljow, belegte er 2003 in Gainesville den zweiten Platz. Eine weitere Silbermedaille sowie zwei Goldmedaillen wurden ihm rückwirkend aberkannt, nachdem sein Partner Sergei Ulegin wegen Dopings disqualifiziert und dessen Ergebnisse annulliert wurden. 2005 gewann Kostoglod in Zagreb im Vierer-Canadier über 200 Meter ebenso die Goldmedaille wie 2006 in Szeged mit Sergei Ulegin im Zweier-Canadier über 500 Meter. In Dartmouth belegte er 2009 im Vierer-Canadier über die 200-Meter-Distanz den zweiten Platz. Seine letzte WM-Medaille gewann er 2010 Posen mit Bronze über 500 Meter im Zweier-Canadier mit Pawel Petrow.
Noch erfolgreicher war Kostoglod bei Europameisterschaften gewesen, bei denen ihm im Karriereverlauf 19 Medaillengewinne gelangen, darunter acht Europameistertitel. Im Zweier-Canadier gewann er 1999 in Zagreb sogleich mit Alexander Kowaljow den Titel über 1000 Meter sowie die Silbermedaille über 500 Meter. 2000 in Posen belegten sie jeweils über 500 Meter und über 1000 Meter den dritten Platz. Ein Jahr darauf wiederholten sie in Mailand dieses Resultat über 1000 Meter, während sie sich über 500 Meter auf den zweiten Platz verbesserten. 2002 wurde er in Szeged schließlich mit Sergei Ulegin über 500 Meter Weltmeister und belegte mit ihm über 1000 Meter den dritten Platz. Bei den Europameisterschaften 2004 in Posen gewann Kostoglod mit Alexander Kowaljow auf der 1000-Meter-Strecke die Silbermedaille, ein Jahr darauf wurden sie am selben Ort über 500 Meter Dritte. Sowohl 2006 in Račice u Štětí als auch 2008 in Mailand sicherte sich Kostoglod mit Sergei Ulegin den Titelgewinn über 500 Meter, dazwischen belegten sie 2007 in Pontevedra den zweiten Platz. Sechs weitere Medaillen gewann Alexander Kostoglod auch als Mannschaftsmitglied im Vierer-Canadier. Gleich seine erste EM-Medaille überhaupt gelang ihm 1997 in Plowdiw mit dem Titelgewinn auf der 200-Meter-Distanz. Zwei Jahre später wurde er in Zagreb auf derselben Distanz Dritter, ehe er 2002 in Szeged über 200 Meter seine zweite Goldmedaille im Vierer-Canadier gewann. Bei den Europameisterschaften 2005 belegte er über 200 Meter den zweiten Platz. 2009 wurde er in Brandenburg an der Havel auf dieser Distanz ebenso Europameister wie auch 2010 in Corvera über 1000 Meter. Auf nationaler Ebene gewann Kostoglod in verschiedenen Klassen insgesamt 37 russische Landesmeistertitel.
Kostoglod ist verheiratet und hat einen Sohn und eine Tochter.